# جيف إيفانز
جيف إيفانز (28 أبريل 1939 - ) (بالإنجليزية: Geoff Evans)‏ هو لاعب كريكت بريطاني.